# LMMS
LMMS (旧名: Linux MultiMedia Studio) はGPLでライセンスされているFOSSのDAW、ミュージックシーケンサーである。公式サイトから無料でバイナリ及びソースコードをダウンロードして利用することができる。
ソフトウェア・シンセサイザーを含め基本的な機能を持ったサンプラーが付属しているほか、外部VST、VSTiプラグイン、LADSPAプラグインを利用した音楽制作をすることができる。打ち込みにはピアノロールにマウスでノートを入力するほか、MIDIキーボードも利用することができる。
どのようなジャンルの音楽作品でも制作可能だが、ユーザーインターフェース設計の関係上、同様な音形の繰り返しで構築されるミニマル・ミュージックの制作に適している。公式には、テクノやハウス等のクラブ向けダンスミュージックの制作を志向している。

## 概要

### システム要件
LMMSはクロスプラットフォームで開発されているため、Linuxを中心としてWindows、macOSといったOSで動作可能である。またLinux版においては様々なディストリビュージョンで動作するが、インストール方法としてはAppImage版が推奨されている。以下にその要件を列挙するが、一般的にコア数が大きく、高いクロック数、また追加のメモリ容量が大きければ大きいほど、よりたくさんのプラグインを使った大きなプロジェクトを扱うことができる。
最低要件
- OS: Windows 7, Mac OS X Lion, Linux
- CPU: 1.5 GHz x86, x86_64、 または最低2コアのARMベースのCPU
- RAM: 1 GB
- ストレージの空き容量: 100 MB

推奨環境
- OS: Windows 10, Mac OS X High Sierra, Linux
- CPU: 2 GHz x86, x86_64、 または 4コア以上のARMベースのCPU
- RAM: 4 GB以上
- ストレージの空き容量: 512 MB以上

### 特徴
LMMSは一般的なDAWと同じように、ソフトウェア・シンセサイザーとエフェクター等のプラグイン、これらのプリセットの他に音声サンプル、そしてSMFをインポートして使うことができる。またプラグインのあらゆるパラメーターもオートメーションエディタを利用して自由に操作することができる。プロジェクトファイルはLMMSの専用形式 .mmpz あるいは未圧縮形式である .mmp の拡張子で保存される。
なお、後者はXML形式で記述されており、テキストエディタで構造を見ることができる。完成したプロジェクトはWav、Flac、OggでバウンスもしくはHDDレコーディングで書き出せるほか、トラック毎にレンダリングできる。MIDIファイル（.mid）を読み込め、打ち込んだMIDIノートをSMFでエクスポートすることも出来る。また、Hydrogenファイル（.h2song形式）も読み込みサポートしている。
LMMSはVSTを使うことができるが、Linux上でVSTi、VSTeを利用する際はWine経由で利用可能としている。LADSPAに対応している。グラフィック・イコライザを内蔵しており、ビジュアライゼーション、スペクトラム・アナライザが付属している。
新しいバージョンは現在活発に開発されており、開発言語はC++、GUIはQtで記述されている。

## エディタ
ソングエディタ
楽器、サンプル、音符のグループ、オートメーションなどの楽節/部品単位のシーケンスを配置、編集し楽式を形成する。
ビート+ベースラインエディタ
ビート/リズムパターン、ベースラインパターンを素早く整えることができる。
FXミキサー
複数のオーディオ入力をエフェクトのグループに送り、他のミキサーチャンネルに送信するために、無制限のチャンネル数がサポートされている。
ピアノロール
パターンやメロディを編集し楽節/部品単位のシーケンスを形成する。
オートメーションエディタ
曲の途中でほぼすべてのノブやウィジェットを動かし、オートメーションを描き、自動化することができる。

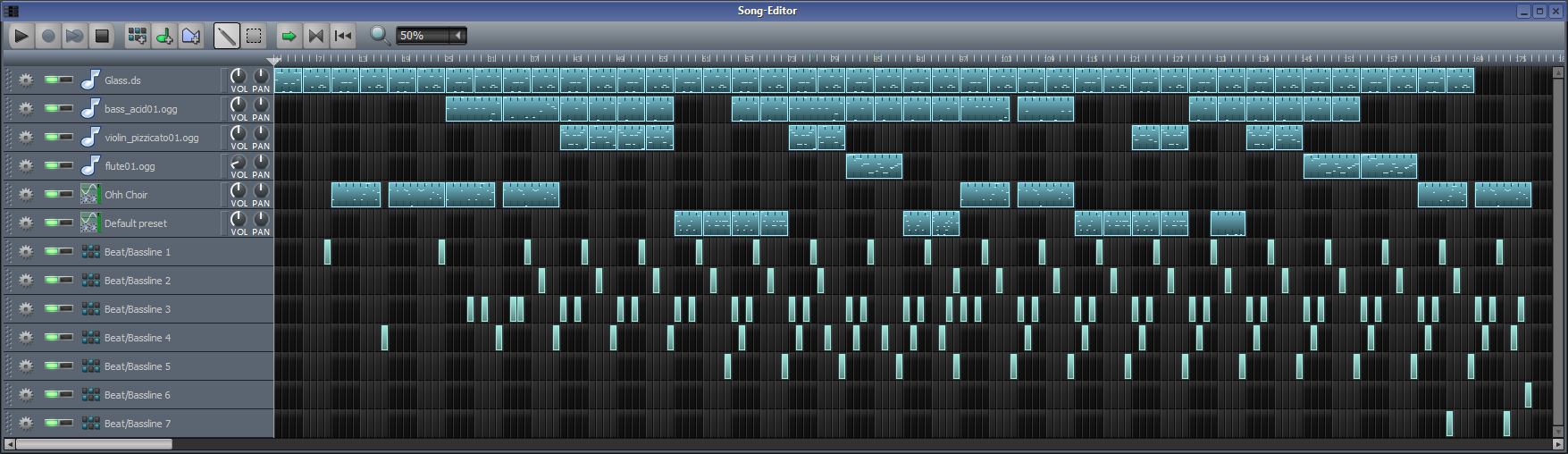
ソングエディタ
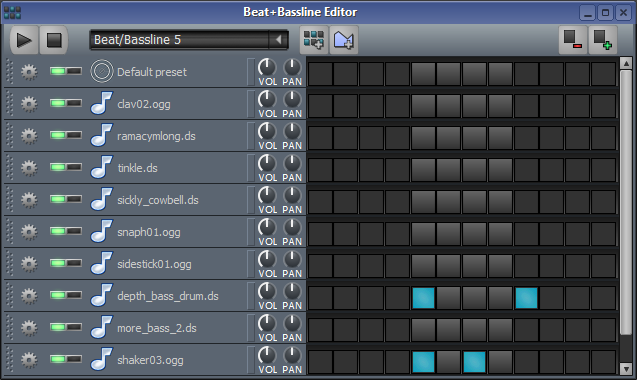
ビート+ベースラインエディタ
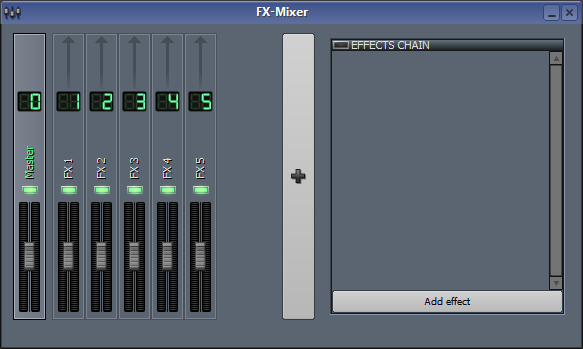
FXミキサー
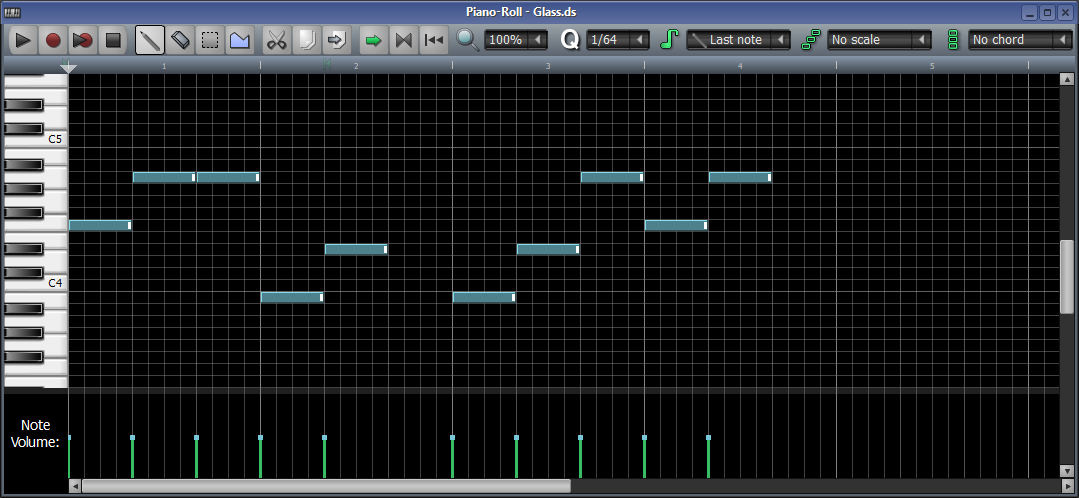
ピアノロール
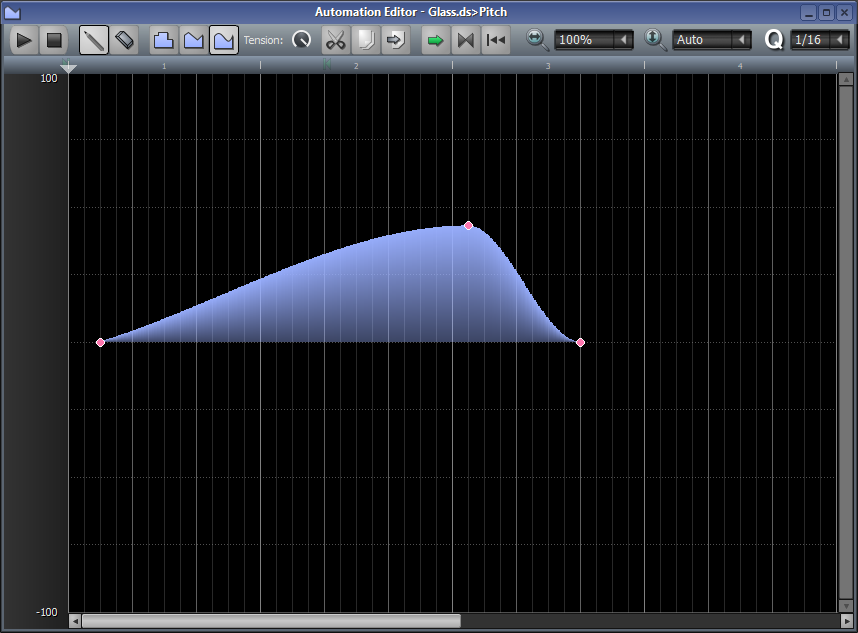
オートメーションエディタ

## ユーザインタフェース
LMMSのユーザインタフェースは8種類のメインスクリーンにより構成されている。
ビート＋ベースラインエディター
ドラムパターンと短いメロディックパートを手早く組み立てることが出来る。作ったものは使いまわしてソングエディタに配置して使うことができる。
ピアノロール
いわゆるピアノロール入力画面。縦軸・垂直方向に音程、横軸・水平方向に演奏時間を置き、譜面入力と同様にノート・音符に相当するデータを配置する。ピアノロール下で、各ノートのベロシティやパンなどを設定できる。
オートメーションエディター
シンセサイザー、エフェクターに対しての操作を記録させ、自動化させることができる。
ソングエディタ
このフィールドにビート＋ベースラインエディタやピアノロールで作成したパターンシーケンスもしくは楽節や、サンプルファイルのほか、オートメーションを配置して曲を完成させる。一般的なDAWのようにビート＋ベースラインエディターを利用せずに、ここにノートを直接配置して曲を作っていくこともできる。
FXミキサー
オーディオレベルのバランスを取り、LADSPAプラグインや、VSTプラグインなどによるエフェクトを付加する際に使用する。最大で64チャンネルまで扱え、1つのチャンネルにつき、複数のプラグインを連結させることができる。またルーティングも可能であり、センドリバーブやトラックの複製といった作業も行うことができる。

サイドバー
サンプルファイルや楽器のプリセット、LMMSのプロジェクトファイル(.mmpz, .mmp)に素早くアクセスできる。
コントロールラック
すべてのプロパティの操作をLFOを使って自動化できる。
プロジェクトノート
プロジェクトファイルに関してのメモを記す事ができる。

## プラグイン
LMMSには数多くの楽器プラグインが存在する。

### 楽器プラグイン
シンセサイザー
- BitInvader - 任意の波形を入力することができる波形メモリ音源。原音のままでは音がざっくりしているため、フィルターやエフェクトの併用が望ましい。
- LB302 - モノフォニックシンセサイザー、TB-303のベースラインの音色を再現する。
- Monstro - 3つのオシレータのシンセサイザー。
- Organic - 8つのオシレーターを使ってオルガンのような音色を作ることができる加算式シンセサイザー。波形には正弦波以外にもノコギリ波などの音色も利用できる。
- sfxr - sfxrという本プラグインの元となったツールのLMMSへの移植版として存在している[8]。レトロなサウンドエフェクトを生成することができる
- TripleOscillator - 3つのオシレーターを駆使し、オシレーター間の簡易的なモジュレーションもできる。
- Watsyn - 4つのオシレータを持つウェーブテーブルシンセサイザー。オシレーター同士でモジュレーションをすることができる。
- ZynAddSubFX - 加算式、減産式、フーリエ変換など３つの方式を組み合わせ、波形を合成する。リバーブ、エコー、和音、ディストーション、イコライジングなどのエフェクトを波形に掛けられる多機能シンセサイザー。。

内臓チップ音源エミュレートシンセサイザー
- FreeBoy - ゲームボーイの音色を再現する。
- NEScaline - ファミリーコンピュータの音色を再現する。
- OpulenZ - YM3812 (OPL2)を再現した2オペレータのFM音源。
- SID - コモドール64で使用されたSID音源をエミュレートする。

ドラムマシンシンセサイザー
- Kicker - バスドラムのシンセサイザー。使い方によってはバスドラム以外にも活用方法がある。このプラグインと付属のエフェクトのみを使って作られたプロジェクトが同封されている。

物理モデリング音源シンセサイザー
- Mallets - 木琴や鉄琴のような音を再現する打楽器の物理モデリング音源シンセサイザー。
- Vibed - 震える弦の音を再現する物理モデル音源シンセサイザー。

サンプラー
- AudioFileProcessor - サンプリングされた様々な音声ファイルを再生する。サンプルを逆再生したり、簡単なループ機能が付いている。しかし、ループ機能については、ループさせるA-B間を付属のノブや数値でしか設定できないため、実用には程遠いものといえる。
- Sf2 Player - SoundFont 2プレーヤー。
- GIG Player - GIGファイル用プレーヤー。
- PatMan - GUS互換のパッチプレーヤー。

VSTiホストプラグイン
- VeSTige - VSTiのホストプラグイン。Synth1などの有名なシンセサイザーも扱うことができる。